# Osztrov (település)
Osztrov (oroszul О́стров) város Oroszországban, a Pszkovi területen. Az Osztrovi járás közigazgatási központja. A Velikaja folyó mellett terül al, 55 kilométerre Pszkovtól, a terület közigazgatási központjától. Népessége a 2010-es népszámláláskor 21 668 volt, 2002-ben 25 078, 1989-ben 29 060, 1874-ben 27 000.

## Nevének eredete
Neve oroszul szigetet jelent, ami onnan ered, hogy az osztrovi erődítményt eredetileg a Velikaja szigetén építették fel.

## Története
A 13. század végén alapították, mint várat, és 1342-ből származik első írott említése. A 15–16. században fontos katonai állomás volt.  Csak egyszer foglalták el, 1501-ben: a Livóniai Rend (a Német Lovagrend egyik ága), a Szirica menti csata után.
I. Péter cár 1708-as közigazgatási reformja során a Ingermanland kormányzósághoz csatolták (1721 után Szentpétervári kormányzóság). 1727-ben leválasztották a Novgorodi kormányzóságot, majd erről a Pszkovi kormányzóságot. (Ez utóbbi 1777 és 1796 közt Pszkovi helytartóság néven létezett.)

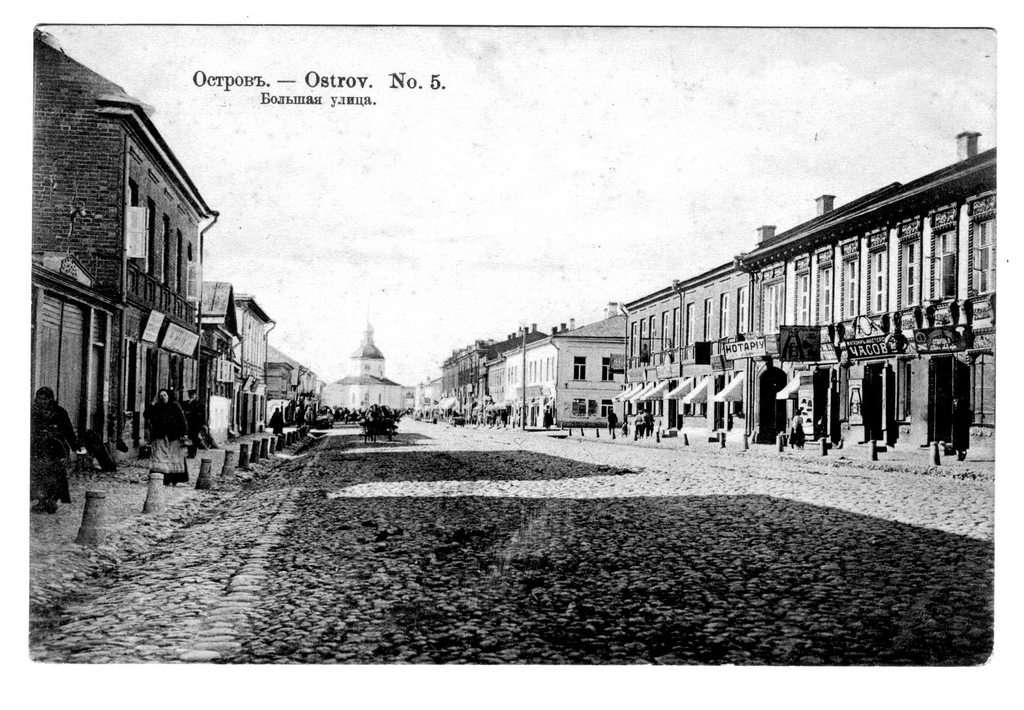
A Bolsaja utca 1917-ben

1927 augusztusában az ujezdeket és kormányzóságokat megszüntették, és létrehozták az Osztrovi járást, Osztrovval, mint közigazgatási központtal, Pszkov okrug és a Leningrádi terület részeként. Hozzá
tartoztak a korábbi Osztrovi, Opocseci és Pszkovi ujezdek bizonyos részei. 1930. július 23-án az okrugokat is megszüntették és a kerületeket közvetlenül a területeknek rendelték alá. 1935. március 22. és 1940. szeptember 19. közt az Osztrovi járás az ismét helyreállított Pszkovi okrug része volt.

## Fordítás
Ez a szócikk részben vagy egészben  az   Ostrov, Ostrovsky District, Pskov Oblast című angol Wikipédia-szócikk ezen változatának fordításán alapul.  Az eredeti cikk szerkesztőit annak laptörténete sorolja fel. Ez a jelzés csupán a megfogalmazás eredetét és a szerzői jogokat jelzi, nem szolgál a cikkben szereplő információk forrásmegjelöléseként.